# Rue Xiufeng (métro de Nanning)
Rue Xiufeng (chinois : 秀峰路站 / pinyin : Xiùfēng lù zhàn / zhuang : Camh Roen Siufunghj) est une station de la ligne 3 du métro de Nanning. Elle est située de part et d'autre du boulevard Anwu, dans le district de Xixiangtang de la ville de Nanning, en Chine.
Ouverte le 6 juin 2019, elle comprend quatre entrées et une seule plateforme.

## Situation sur le réseau

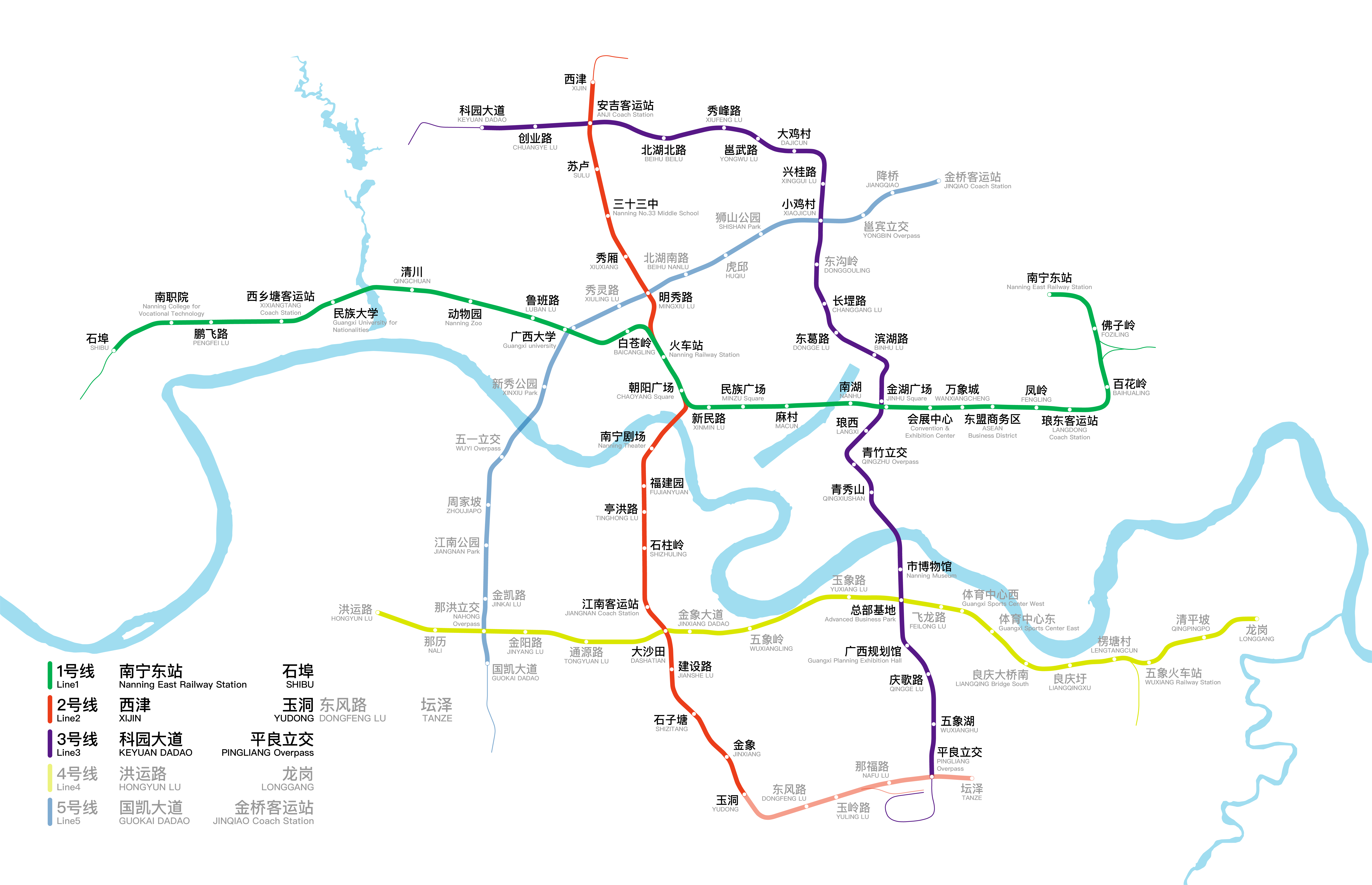
Plan du métro.

Établie en souterrain, Rue Xiufeng est située sur la ligne 3 du métro de Nanning, entre la station Rue Beihu nord, en direction du terminus nord Boulevard Keyuan (zh), et la station Rue Yongwu, en direction du terminus sud Échangeur Pingliang (zh).

## Histoire
La construction de la ligne débute en 2015. La ligne ouvre officiellement avec 22 stations le 6 juin 2019, dont Rue Xiufeng.

## Services aux voyageurs

### Accès et accueil
Rue Xiufeng est une station souterraine à deux niveaux pourvue de quatre entrées au niveau du sol. Elle est située sous le boulevard Anwu, à l'intersection avec la future rue Xiufeng, dans une orientation est-ouest. L'ascenseur accessible est à la sortie A.
Station souterraine, elle dispose de trois niveaux :
| Niveau 0   | Entrées et sorties                                       | Entrées et sorties                                         |
| Sous-sol 1 | Salle d'accueil                                          | Service à la clientèle, boutiques et guichet libre-service |
| Sous-sol 2 |                                                          | Ligne 3 Voie 1 : En direction de Boulevard Keyuan (zh)     |
| Sous-sol 2 | Quai central                                             |                                                            |
| Sous-sol 2 | Ligne 3 Voie 2 : En direction d'Échangeur Pingliang (zh) |                                                            |

### Desserte
Les premiers et derniers trains à destination de Boulevard Keyuan sont à 7h02 et 23h40, tandis que ceux à direction d'Échangeur Pingliang sont à 6h32 et 23h10. Le coût d'un billet est de 6 yuans (元).

## À proximité
| Numéro                                         | Destinations proches |
| ---------------------------------------------- | --- |
| Sortie A                                       | Boulevard Anwu (安武大道), rue Yongda (邕大路), usine à bois Beihu Daxinan (大西南北湖木材厂)                                                 |
| Sortie B1                                      | Boulevard Anwu, rue Xiufeng (秀峰路), Logistique Nanning Quanxin (南宁权鑫物流), Magasin de véhicules usagés Nanqiao (南桥二手车交易有限公司) |
| Sortie B2                                      | Boulevard Anwu, Logistique Shengfei (盛飞物流), Logistique Xianfeida (先飞达物流), stationnement de Logistique Tongda (通达物流停车场)        |
| Sortie C                                       | Boulevard Anwu, quartier Heyuan (和园小区), quartier résidentiel Huimin (惠民安居可利苑)                                                      |
| Légende： Ascenseur pour personnes handicapées | |